# Ронда Рајсич
Ронда Рајсич (Финикс, 7. октобар 1978) амерички је рекетбол играч. Два пута је била светска шампионка у женском синглу и 6 пута шампионка Пан Америке (4 пута у женском синглу и два пута у женском дублу), као и четири пута шампионка US Opena. Рајсич је четири пута била играчица број 1 на завршници сезоне Ladies Professional Racquetball Tour четири пута – три сезоне узастопно од 2005–06 до 2007–08, а затим поново у 2010–11. Она је српског порекла.

## Јуниорска каријера
Рајсич је играка рекетбол неколико година као јуниорка са одређеним успехом, иако је највећи део мечева био у дублу. Победила је у дублу за девојчице до 12 година на Светском јуниорском првенству 1991. са Ванесом Тулао. Она и Тулао освојили су парове за девојчице до 14 година на јуниорским олимпијским играма у рекету у САД 1992. и 1993. Године 1994. освојиле су девојчице У16 на Светском јуниорском првенство за девојчице до 16 и на Олимпијским игре у рекетбол у САД.
Године 1995, Рајсич је започела низ од три узастопна наступа на турниру за парове за девојчице до 18 година на Олимпијским играма за јуниоре у рекетболу САД. Прву и трећу освојила је са Тулаом (1995. и 1997.), а другу са Даун Гејтс (1996). Рајсич је освојила дупли пласман на Светском јуниорском првенству 1996. године, пошто је победила и у појединачној конкуренцији девојчица до 18 година и у дублу са Сејди Грос. Рајшићева последња јуниорска титула дошла је у категорији девојчица до 18 појединачно на јуниорском олимпијском првенству САД у рекету 1997.
Рајсич је на колеџу играо кошарку, а не рекет. Прво је играла на Финикс Колеџу на Атлетској конференцији Аризона Комјунити Колеџу, где је била бруцош године 1997-98, и била је играчица првог тима на свим конференцијама и 1997-98 и 1998- 99.
Потом је прешла на Универзитет Стивен Ф. Остин и играла за Лејдиџексе 1999-2000 у тиму који је постигао резултат 28-4 и освојио Саутленд конференцијски шампионат.

## Резиме каријере
Рајсич је двострука светска шампионка Међународне рекетске федерације (ИРФ), победила је у женском појединачном такмичењу 2008. и 2010. године. Рајсич је такође био пан-амерички шампион у шест наврата: четири пута је победио у женском синглу (2007, 2011, 2017. и 2018) и два пута у женском дублу (2007. и 2013.). Све у свему, освојила је више од две десетине медаља представљајући САД.
На националном нивоу, Рајсич има рекордних 12 америчких националних титула у појединачној конкуренцији, као и 3 наслова америчких националних парова. Освојила је две титуле у дублу са Ким Расел-Васеленчук (2012. и 2015.) и једну са Ериком Маниллом (2021). Њени остали партнери у америчким националним дубловима су Мејлија Бејли (2001), Лора Фентон (2002), Ејми Фостер (2003), Џо Шатак (2004), затим пет година са Џенел Тисингер (2006—2010), а затим пет година са Расел-ом. Васеленчука (2011—2015) и - недавно - пет година са Шерил Лотс (2016—2019 и 2022).
Рајсичова професионална каријера у рекету истакнута је са 11 наступа у финалу женског појединачног првенства САД у рекету, најпрестижнијем професионалном догађају у рекету. Она има 4-7 у односу на тих 11 финала. Њене четири титуле на УС Опену за жене у појединачној конкуренцији су на другом месту иза једанаест Паоле Лонгорије.
Свеукупно, Рајсич се појавила на 206 женских професионалних рекетбол такмичења (од 21. априла 2022), што је највише икада, стигла је до финала 82 пута и победила у 28 од њих. Њених 28 победа на турнирима у каријери су пете свих времена, иза Паоле Лонгорије (105), Лин Адамс (47), Мишел Гулд (43) и Шерил Гудинас (40).

### Рекорд у каријери
Ова табела наводи њене резултате на годишњим догађајима.
| Догађај                | 2000 | 2001 | 2002 | 2003 | 2004 | 2005 | 2006 | 2007 | 2008 | 2009 | 2010 | 2011 | 2012 | 2013 | 2014 | 2015 | 2016 | 2017 | 2018 | 2019 | 2020 | 2021 | 2022 |
| УС Опен                | Ф    | 16   | КФ   | П    | Ф    | Ф    | КФ   | П    | КФ   | П    | П    | Ф    | Ф    | Ф    | СФ   | Ф    | КФ   | СФ   | КФ   | 16   | П    | КФ   |      |
| УСАР Натионал Синглес  | СФ   | 16   | ?    | ?    | П    | КФ   | П    | П    | СФ   | СФ   | 3    | П    | П    | П    | П    | П    | П    | П    | П    | СФ   | П    | П    | Ф    |
| УСАР национални парови | КФ   | Ф    | Ф    | ?    | КФ   | ?    | Ф    | 3    | Ф    | Ф    | Ф    | СФ   | П    | 4    | Ф    | П    | Ф    | 4    | Ф    | СФ   | П    | П    | СФ   |
| ЛПРТ Ранк              |      | 3    | 4    | 4    | 3    | 3    | 1    | 1    | 1    | 2    | 2    | 1    | 2    | 2    | 2    | 3    | 2    | 6    | 5    | 5    |      | 10   |      |

Напомена: П = победник, Ф = финалиста, СФ = полуфиналиста, КФ = четвртфиналиста, 16 = осмина финала, 32 = осмина финала, 64 = осмина финала, 128 = осмина финала. П = Пандемија.